# Johann Klier
Johann Klier (ur. 15 lipca 1901 w Stadtsteinach, zm. 18 lutego 1955 we Frankfurcie nad Menem) – niemiecki piekarz, SS-Unterscharführer, uczestnik akcji T4, członek załogi obozu zagłady w Sobiborze, sądzony a następnie uniewinniony w jednym z pierwszych procesów załogi Sobiboru (1950).

## Życiorys
Po ukończeniu szkoły podstawowej terminował na piekarza. Tytuł mistrza piekarskiego zdobył w 1931 roku. W latach 1934–1940 pracował w zakładach metalurgicznych we Frankfurcie nad Menem. Od 1933 roku był członkiem NSDAP i SA.
W 1940 roku został zwerbowany do personelu akcji T4, czyli tajnego programu eksterminacji osób chorych psychicznie i niepełnosprawnych umysłowo. Skierowano go do „ośrodka eutanazji” w Hadamarze, gdzie pracował jako technik i odpowiadał m.in. za funkcjonowanie systemu grzewczego.
Podobnie jak wielu innych uczestników akcji T4 został przeniesiony do okupowanej Polski, aby wziąć udział w eksterminacji Żydów. W sierpniu 1942 roku rozpoczął służbę w obozie zagłady w Sobiborze. Powierzono mu kierownictwo nad obozową piekarnią. Ponadto nadzorował żydowskich więźniów, którzy sortowali i pakowali buty zrabowane zagazowanym ofiarom. Został zapamiętany jako jeden z nielicznych esesmanów, którzy łagodnie traktowali więźniów. Jako kierownik piekarni miał potajemnie wydawać im dodatkowe racje chleba. Był też jedynym członkiem obozowej załogi, który nie nosił ze sobą pejcza. Latem 1943 roku miał jakoby ostrzegać więźniów, że obóz wkrótce ulegnie likwidacji.
14 października 1943 roku, gdy w Sobiborze wybuchło powstanie więźniów, przebywał na urlopie. Niedługo później obóz uległ likwidacji. Robert Jührs, jeden z członków załogi Sobiboru, twierdził, że Klier uczestniczył w egzekucji ostatniej grupy więźniów, którzy pracowali przy rozbiórce obozowych budynków i zacieraniu śladów ludobójstwa. Później podobnie jak większość weteranów akcji „Reinhardt” został przeniesiony do Włoch. Prawdopodobnie pełnił służbę w obozie koncentracyjnym Risiera di San Sabba w Trieście. W ostatnim okresie wojny trafił do alianckiej niewoli. Od maja do czerwca 1945 roku przebywał w obozie jenieckim we Włoszech. W grudniu tegoż roku, już po powrocie do Niemiec, został internowany. Na wolność wyszedł dopiero w lutym 1949 roku.
W 1946 roku niemiecka prokuratura we Frankfurcie nad Menem wszczęła śledztwo przeciwko Josefowi Hirtreiterowi, który był podejrzewany o uczestnictwo w zbrodniach popełnionych w ośrodku w Hadamarze. W czasie śledztwa Hirtreiter podał nazwiska kilku kolegów z Hadamaru, którzy podobnie jak on zostali skierowani do służby w obozach zagłady w okupowanej Polsce. Jednym z nich był Klier. Postępowanie przygotowawcze przeciwko niemu i Hubertowi Gomerskiemu zostało wszczęte w 1949 roku. Był sądzony wraz z Gomerskim we Frankfurcie nad Menem. W czasie procesu utrzymywał, iż działał w stanie przymusu, wykonując zbrodnicze rozkazy przełożonych w obawie o własne życie. Żaden z byłych więźniów Sobiboru, którzy występowali na procesie w charakterze świadków, nie podważył jego linii obrony. Co więcej, zeznawali oni na jego korzyść, opisując go jako esesmana, który nie tylko nie nadużywał władzy, lecz wręcz udzielał więźniom pomocy. W konsekwencji wyrokiem z 25 sierpnia 1950 roku został uniewinniony. Sądzony wraz z nim Gomerski usłyszał wyrok dożywotniego więzienia.
Klier zmarł w lutym 1955 roku.